# Cartellino

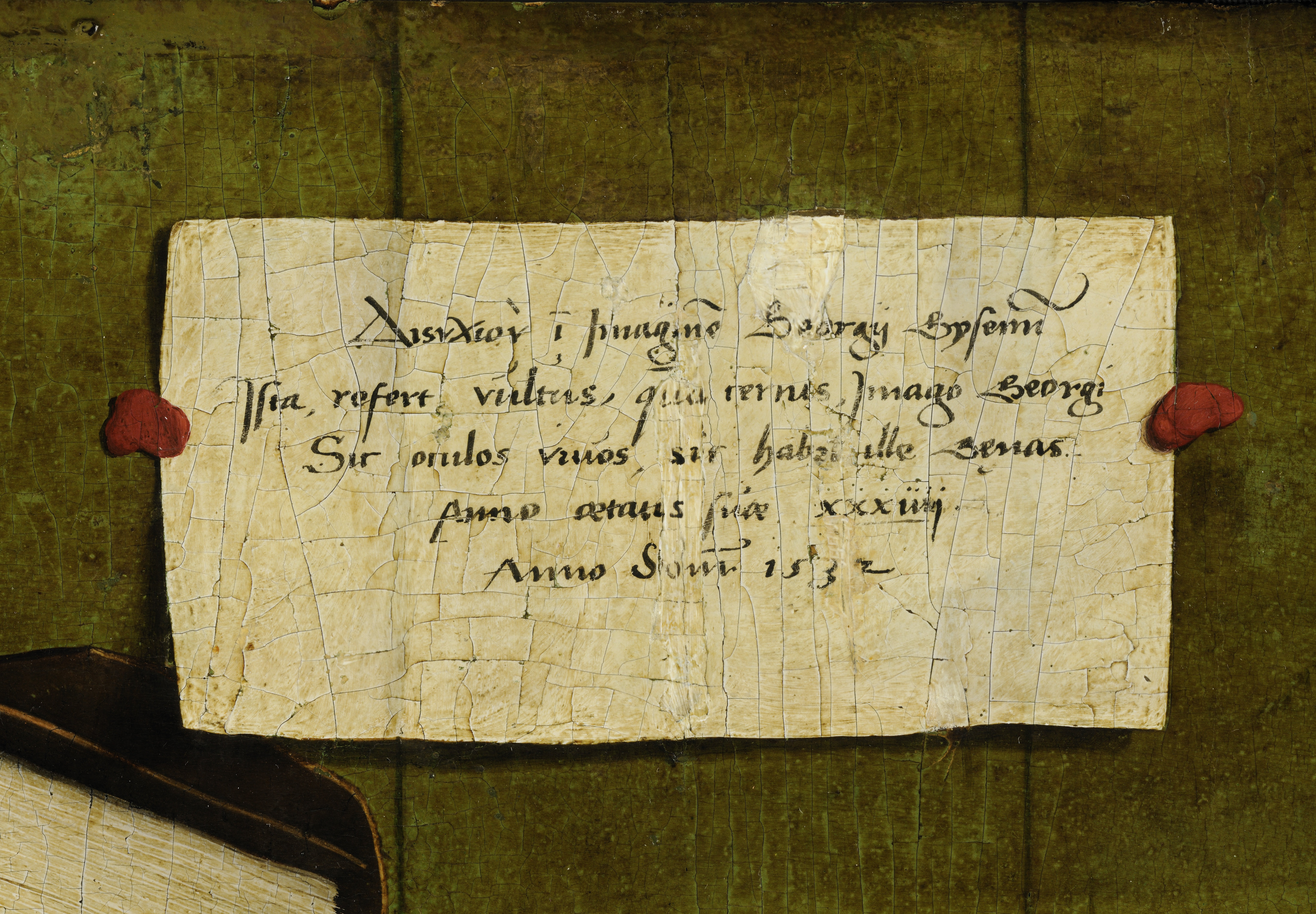
Cartellino (Detail aus der linken oberen Ecke des Gemäldes unten)

Georg Gisze (Gemälde von Hans Holbein der Jüngere, 1532; in diesem Gemälde kann man mehrere Cartellini entdecken.)

Ein Cartellino (italienisch cartellino (m.), Plural cartellini; ‚kleiner Zettel, Schildchen, Etikett‘; deutsch der Cartellino oder – häufiger – das Cartellino) ist ein Begriff aus der Malerei und entstand in der italienischen Malerei der Renaissance. Es handelt sich dabei um ein in ein Gemälde realistisch hineingezeichnetes kleines Banner, ein Stück einer Schriftrolle oder auch einen kleinen Zettel mit einer lesbaren Beschriftung.
Es befindet sich meist im Vordergrund auf einem Parapet oder auf einem nach Art eines Trompe-l’œil gezeichneten Rahmen, oder im Hintergrund, beispielsweise an einer Wand. Ein Cartellino dient dazu, die Signatur des Künstlers – mit oder ohne Jahreszahl – zu tragen (wie z. B. in den Werken von Giovanni Bellini, Benedetto Diana oder Antonello da Messina), oder es kann dem Betrachter ein religiöses oder philosophisches Motto vermitteln, das mit der dargestellten Szene oder den abgebildeten Personen in Zusammenhang steht.
Nach Rawlings findet sich das erste Cartellino in dem Gemälde Tarquinia Madonna von Fra Filippo Lippi aus dem Jahr 1437. Die Verwendung von Cartellini nahm ab Mitte des 15. Jahrhunderts in der italienischen Malerei immer mehr zu, bis sie im ersten Viertel des 16. Jahrhunderts den Gipfel der Popularität erreichte.

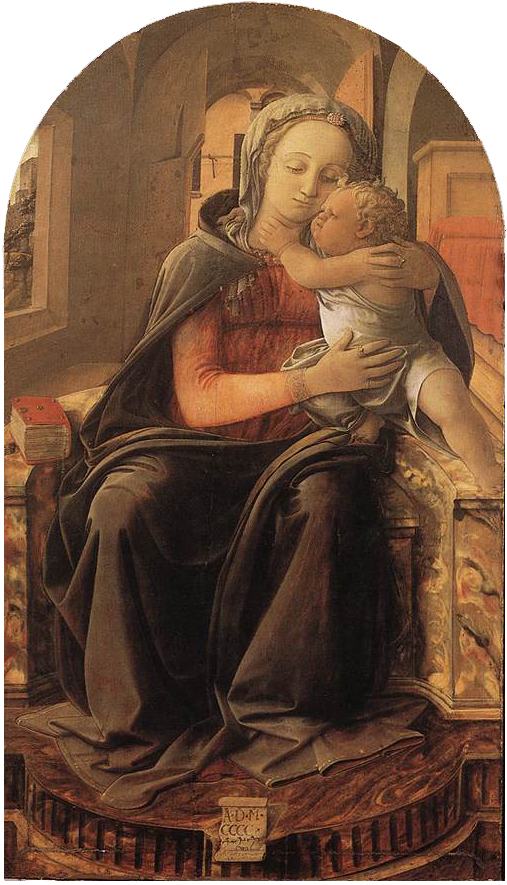
Das erste Cartellino der italienischen Renaissance: Madonna Tarquinia (Fra Filippo Lippi, um 1437)
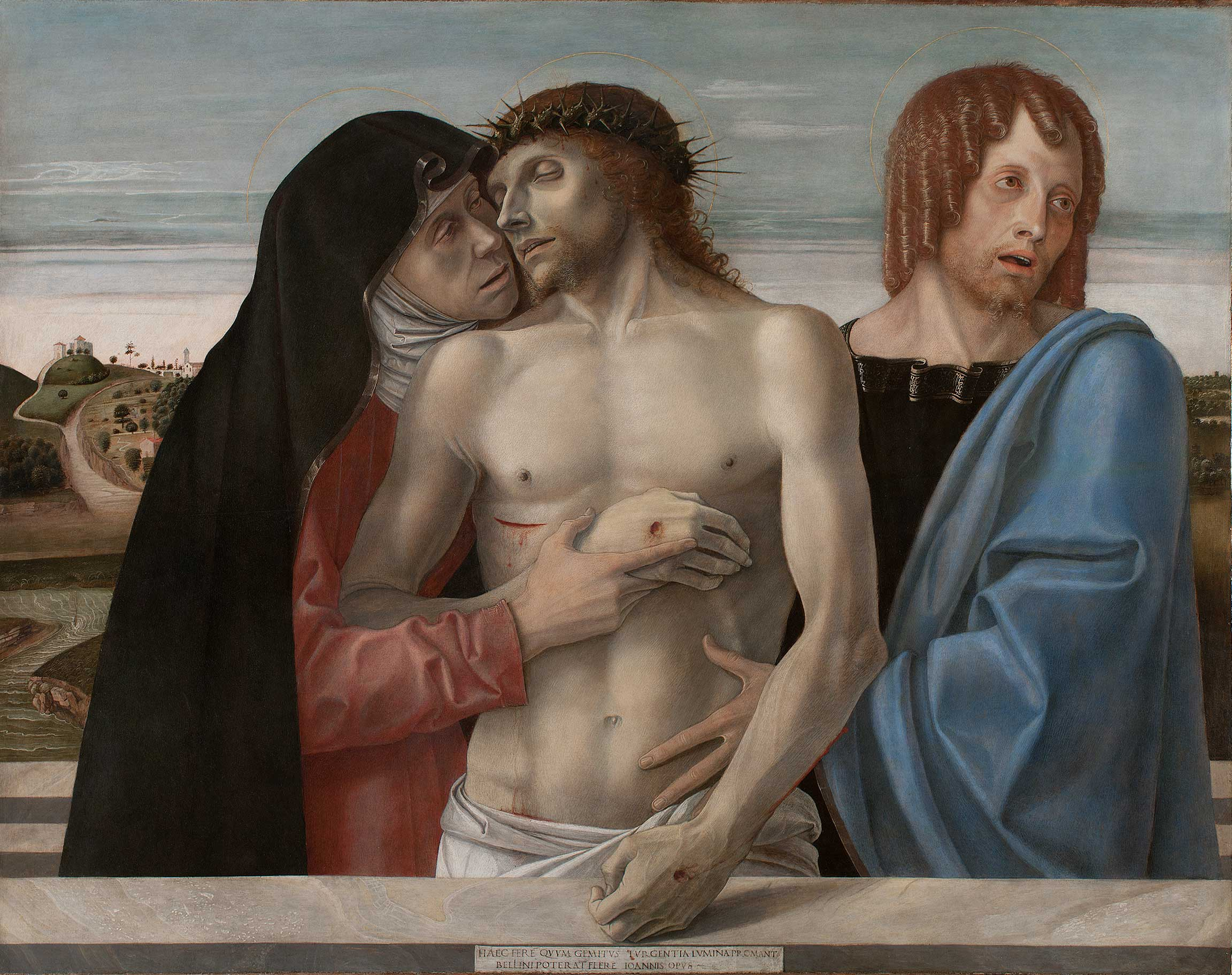
Cartellino auf dem Parapet (Bellini, um 1469)
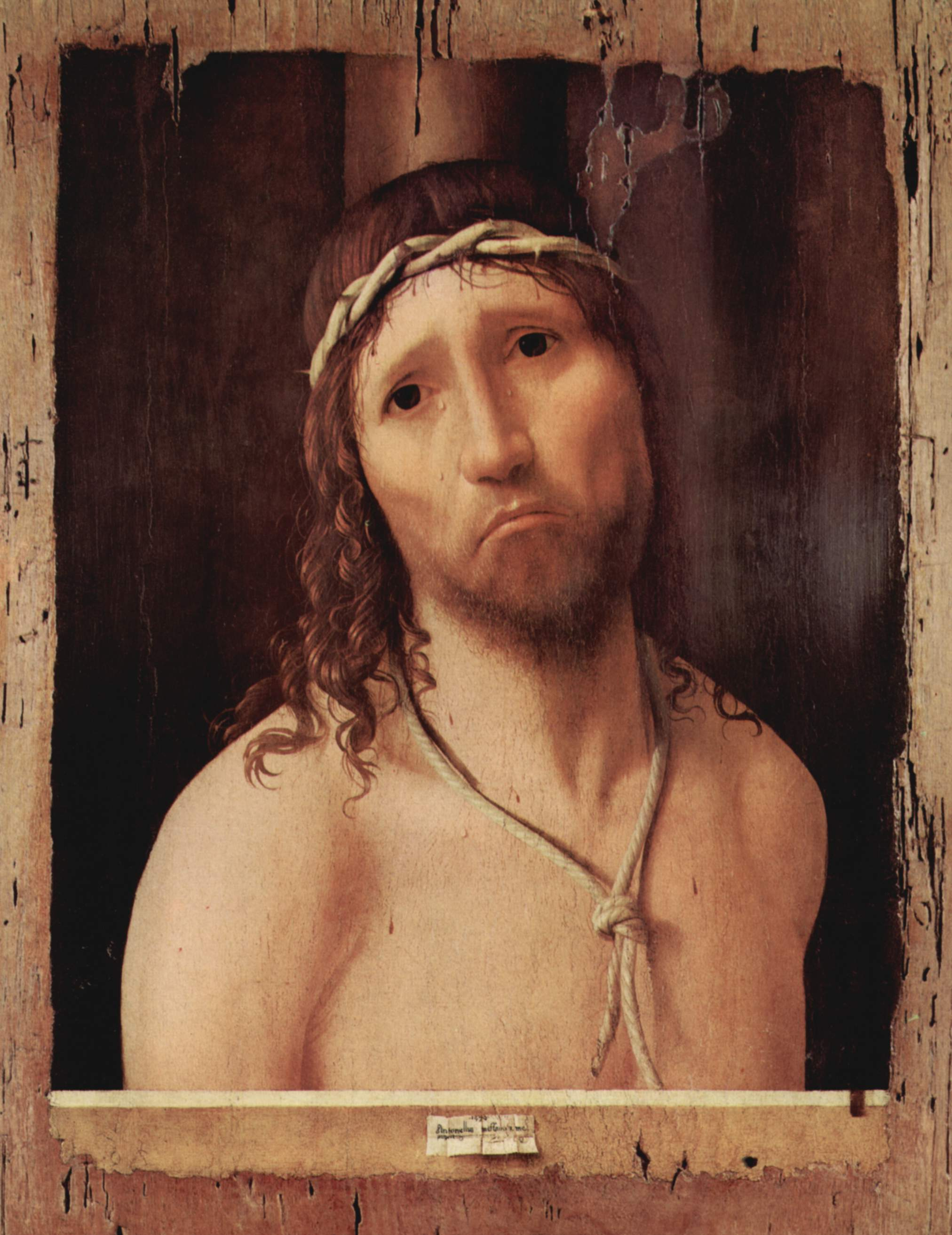
Cartellino auf dem „Rahmen“ (da Messina, um 1473)
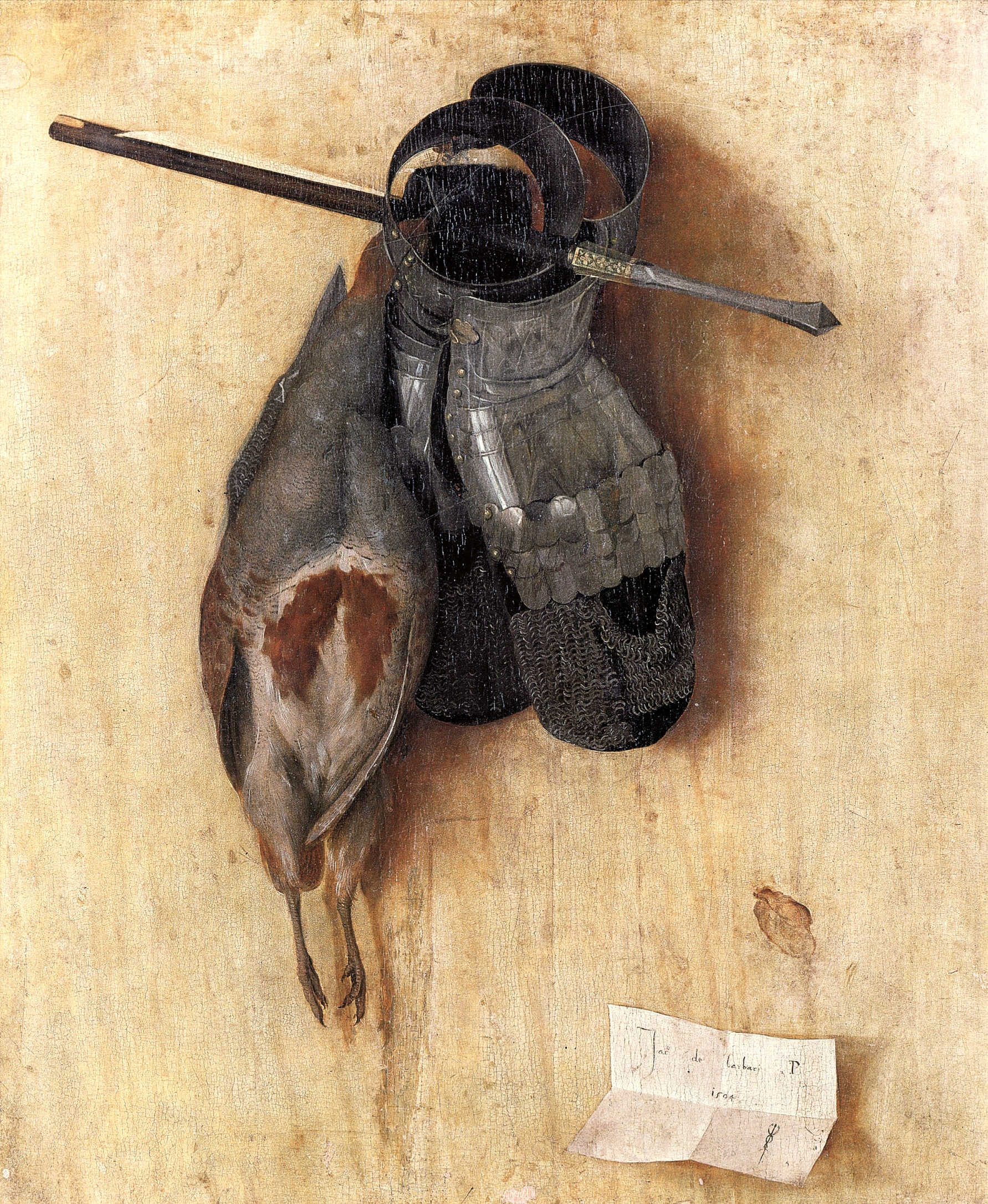
Seitliches Cartellino (Barbari, 1504)
Cartellino im Gras versteckt (Carpaccio, 1510)
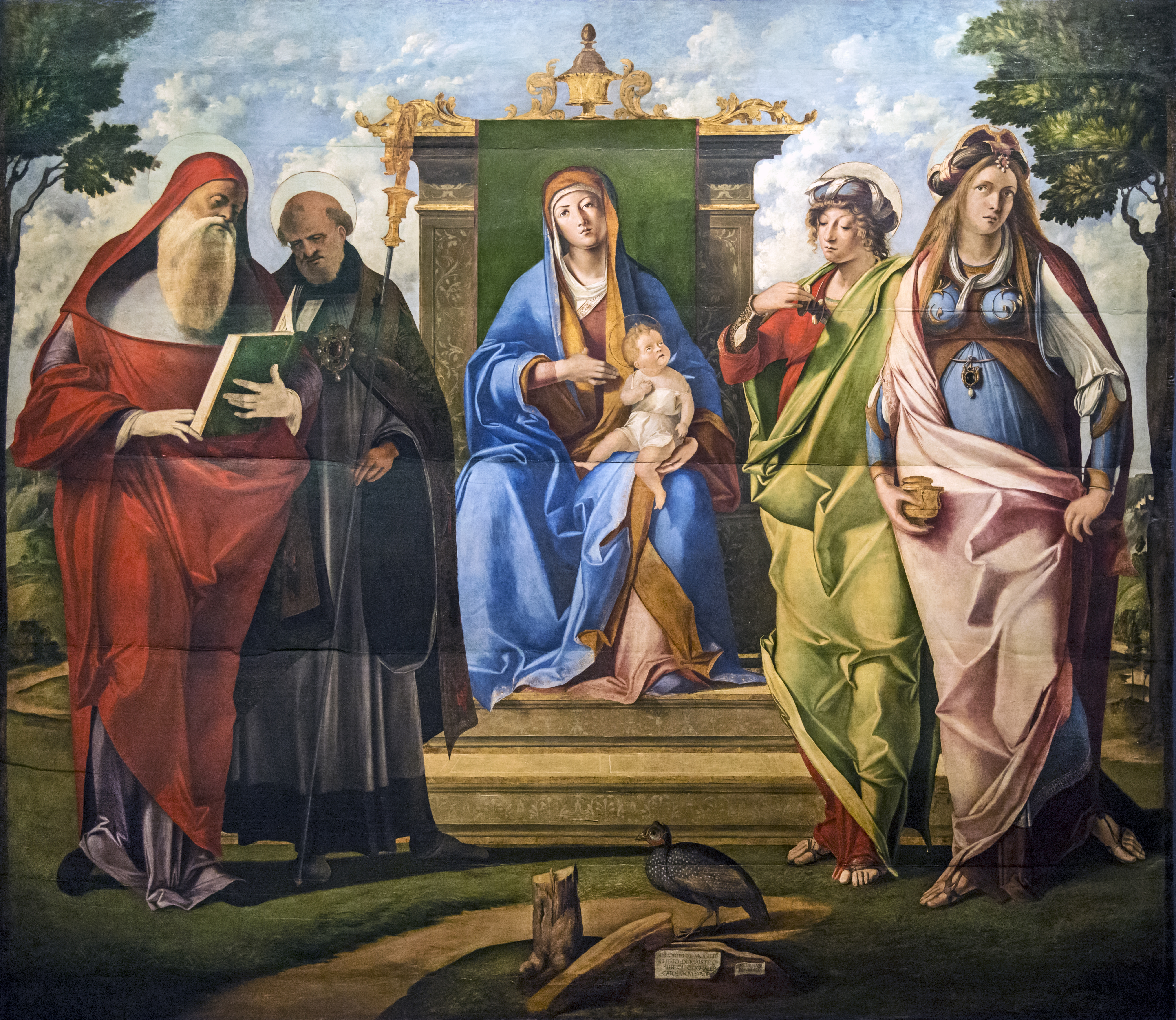
Cartellino unterhalb des Perlhuhns (Diana, ca. 1515)